# セルジュ・ブランコ
セルジュ・ブランコ（Serge Blanco, 1958年8月31日 - ）は、フランスのラグビー選手。現役時代の体格は185cm、82kg。ベネズエラのカラカス出身。1980年代のフランスを代表する選手であり、ミスターラグビーとも呼ばれた。ポジションはフルバック。第1回ワールドカップ、準決勝オーストラリア戦での決勝トライは今でも語り草となっている。
1981年、5ヶ国対抗を優勝したメンバーの1人であり、当時27キャップのブランコは練習にもファンが群がるほどのスターであった。試合ではその独特の間合いを持つ走りから、ラストパスも出したが、持病の腰痛で途中帰国した。
ブランコはベネズエラのカラカスでベネズエラ人の父親とバスク人の母親の間に生まれたが、フランスのビアリッツで成長した。
1980年11月8日、ロフタス・ヴァースフェルド・スタジアムでの対南アフリカ戦で国際デビューを果たした。
2009年3月に彼は心臓発作を起こしたものの、手術の後に回復した。